# Lorch (Rheingau)
Lorch am Rhein ist eine Stadt im Rheingau im Rheingau-Taunus-Kreis in Hessen. Der Ort wird vom Weinbau und Tourismus geprägt. Er gehört zum Welterbe Oberes Mittelrheintal.

## Geografie

### Geografische Lage
Lorch liegt am äußersten Westen des Rheingau-Taunus-Kreises an der Mündung der Wisper in den Rhein und ist die westlichste Gemeinde Hessens. Die Stadt befindet sich an den nordwestlichen Ausläufern des Rheingaugebirges, etwa zehn Kilometer nördlich des Rheinbogens am Binger Loch. Rheinaufwärts reicht das Stadtgebiet von der Kernstadt über den Bächergrund und das Bodental mit dem dort in Hanglage angelegten Campingplatz Suleika bis zu den Steilhängen des Teufelskadrich, der das Ende des Taunushauptkamms markiert, bis fast zum Speisbach etwa bei Rheinkilometer 534,5. Rheinabwärts reicht das Stadtgebiet bis zum Niedertal an der Grenze zum rheinland-pfälzischen Kaub bei Rheinkilometer 544, wo als niedrigster Punkt Hessens der Wasserspiegel des Rheins mit 71,1 Meter angegeben ist. Die malerische Lage im Rheintal auf halber Strecke zwischen Rüdesheim am Rhein und Sankt Goarshausen wird geprägt durch eine Ausweitung des ansonsten sehr engen Mittelrheintals mit der unter Naturschutz stehenden Insel Lorcher Werth und der Wispermündung im Zentrum. Der Gemarkungsbereich erstreckt sich in das waldreiche Wispertal entlang der L 3033 zwischen Lorch und der Kreisstadt Bad Schwalbach. Der Steillagenweinbau und ausgedehnte Wälder in tief eingekerbten Tälern prägen das Landschaftsbild um Lorch. Höchste Erhebung ist der Hinterloh nördlich von Espenschied nahe der Landesgrenze mit etwa 465 Metern. Die Stadt ist staatlich anerkannter Erholungsort.

### Nachbargemeinden
Nachbargemeinden sind, im Norden beginnend, rechtsrheinisch Kaub, Sauerthal, Dörscheid (Gemeindewald), Lipporn, Welterod (alle fünf im Rhein-Lahn-Kreis), Oestrich-Winkel, Geisenheim, Rüdesheim am Rhein, und linksrheinisch Trechtingshausen, Niederheimbach, Oberdiebach und Bacharach (alle vier im Landkreis Mainz-Bingen).

### Stadtgliederung
Zur Stadt gehören neben Lorch die Stadtteile Lorchhausen, Espenschied, Ransel, Ranselberg und Wollmerschied.

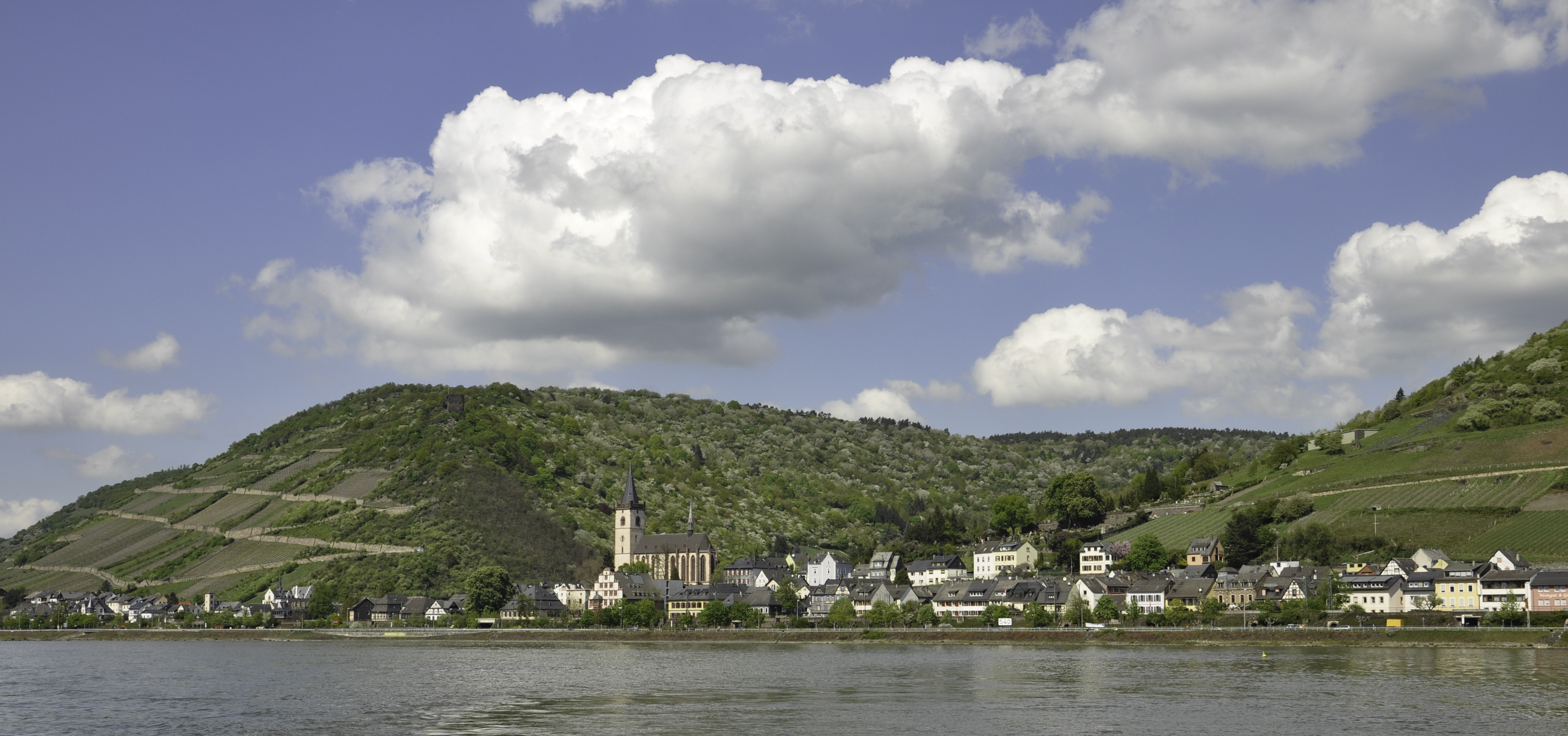
Lorch
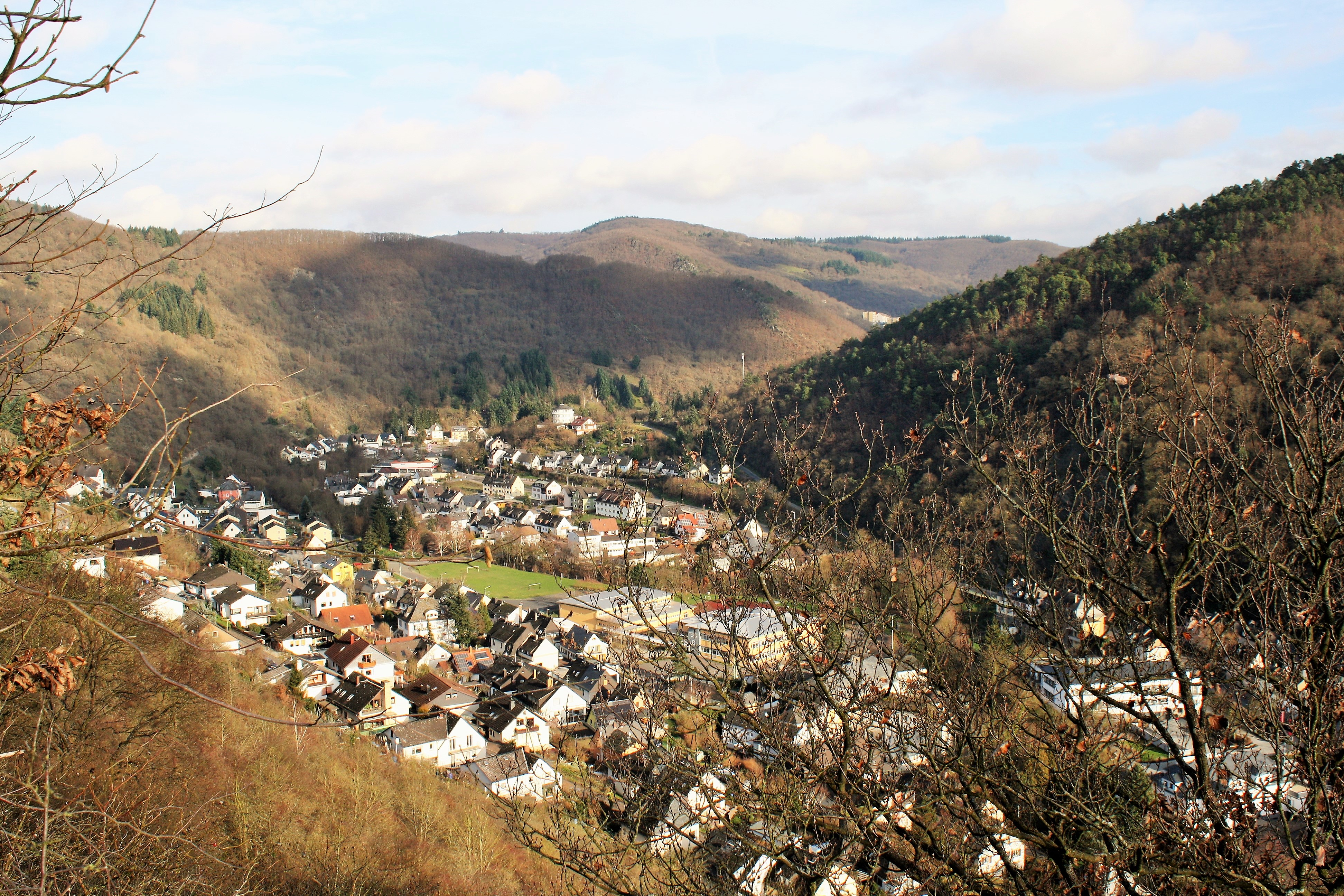
Blick ins Wispertal
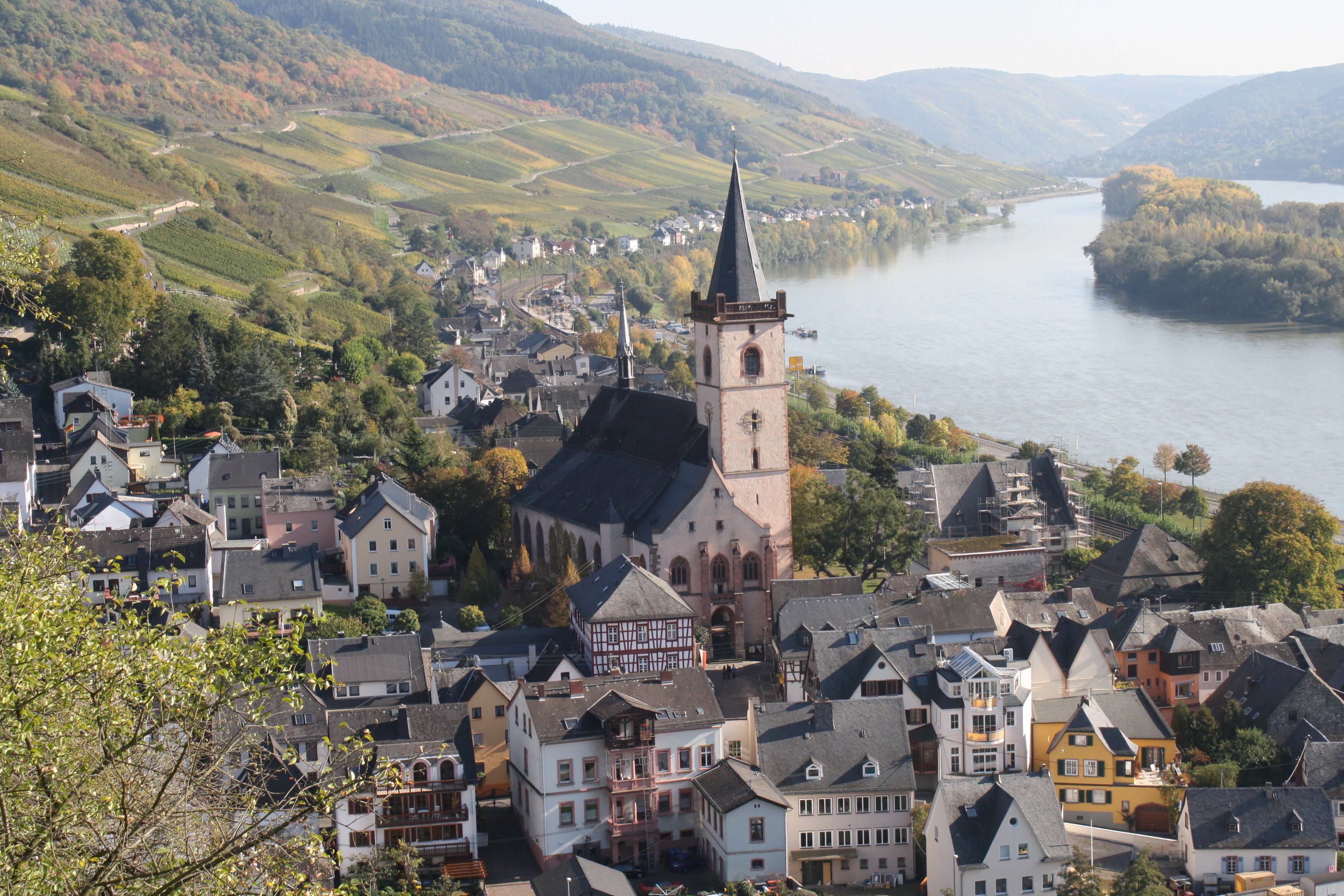
Lorch

## Geschichte

### Überblick

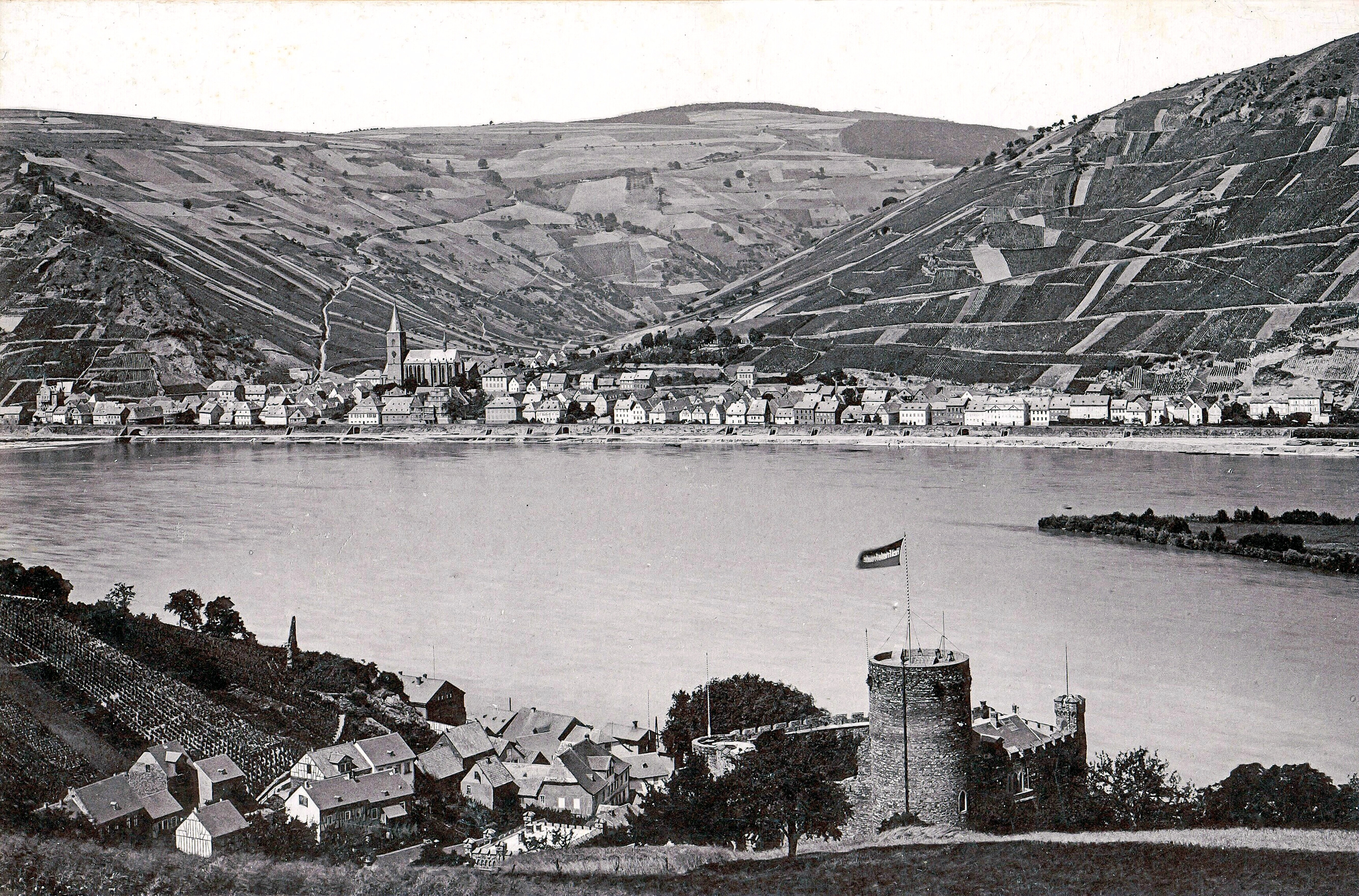
Lorch, 1895; im Vordergrund Niederheimbach mit der Heimburg

Die Gegend war schon früh besiedelt, zunächst von den Kelten, seit der Zeitenwende dann von Ubiern und später von Mattiakern. Im 1. Jahrhundert rückten die Römer bis an den Taunus vor. Den Römern folgten die Alemannen und mit der Völkerwanderung die Franken.
Das älteste schriftliche bekannte Zeugnis der Stadt Lorch ist eine Urkunde aus dem Jahre 1085 (Lorecha). Darin beurkundet Erzbischof Wezilo, dass der Mainzer Domkanonikus Embricho dem Domkapitel eine Anzahl Güter geschenkt habe, darunter ein Haus und Weinberge in Lorch.
Seit dem 12. Jahrhundert befand sich bei Lorch das westliche Ende des Rheingauer Gebücks, einer auf Anordnung der Erzbischöfe von Mainz aus Sträuchern angelegten Landwehr (siehe auch Trutzburg Blideneck). Im 13. Jahrhundert wurde in Lorch eine Pfarrei eingerichtet, die im Jahr 1254 zum ersten Mal urkundlich erwähnt wurde. In den Jahren 1460, 1631, 1794 und in der Endphase des Zweiten Weltkriegs kam es in Lorch zu Kriegshandlungen, die zum Teil erhebliche Zerstörungen verursachten.
Im 19. Jahrhundert kam Lorch zum Königreich Preußen und war Teil der Provinz Hessen-Nassau. Erst im Jahre 1885 wurde Lorch zur Stadt erhoben, obwohl es bereits im 13. Jahrhundert mit Mauern und Türmen befestigt war und damit wichtige Voraussetzungen für die Verleihung des Stadtrechts gegeben waren.
Im Zuge der Alliierten Rheinlandbesetzung entstanden auf rechtsrheinischen Gebieten in einem Umkreis von jeweils 30 km um die Städte Koblenz und Mainz zwei alliierten Besatzungszonen: der Brückenkopf Koblenz und der Brückenkopf Mainz. Da sich diese beiden Zonen nicht überlappten, verblieb zwischen ihnen eine schmale unbesetzte Zone, die sich zwischen dem Lorcher Bodenthal (südlichster Punkt) entlang des Rheins bis zu der zwischen Dörscheid und Kaub den Fluss erreichenden Grenze des Brückenkopfs Koblenz erstreckte und dann landeinwärts bis zu einem etwa 50 km entfernten Anschluss an das restliche unbesetzte Gebiet hinter den beiden Brückenköpfen verlief. Wegen seiner Form erhielt das Gebiet den Namen Flaschenhals.

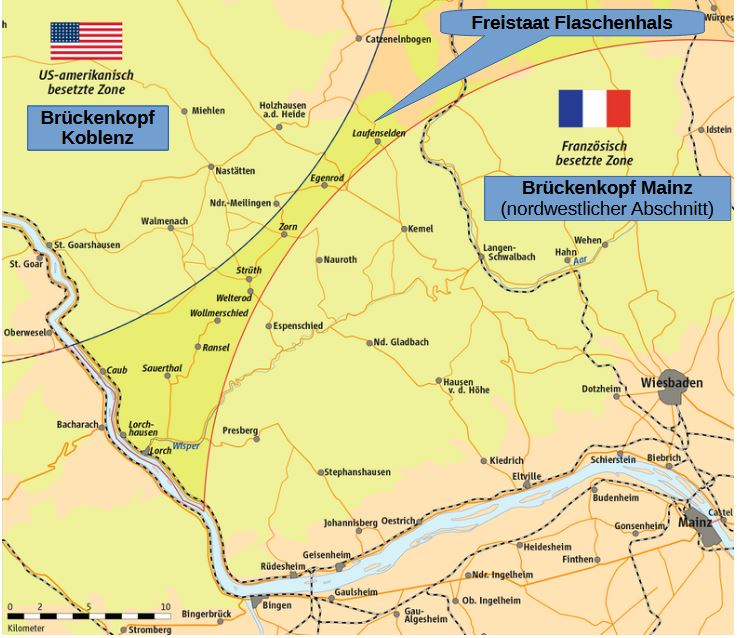
Der untere Teil des Flaschenhalses, der als Freistaat Flaschenhals in die Geschichte einging

Die im unteren Teil des Flaschenhalses gelegenen Orte zwischen Lorch und Kaub sowie dem etwa 20 km landeinwärts gelegenen Laufenselden waren aufgrund ihrer geografischen Lage praktisch von der Außenwelt abgeschnitten, da alle Verkehrsverbindungen durch eines der beiden Besatzungsgebiete führten, die nicht oder nur mit großem Aufwand passiert werden konnten. Auch eine Verbindung zu den übergeordneten Behörden im freien Gebiet war nur sehr eingeschränkt möglich und ebenso die Versorgung der Bewohner. Aufgrund dieser besonderen Situation wurde am 10. Januar 1919 der Freistaat Flaschenhals ausgerufen, eine der isolierten Lage geschuldete provisorische Selbstverwaltung, die liebevoll als Staatsbildung zwischen den beiden Brückenköpfen ausgegeben wurde. An das „groteskeste Gebilde der Besatzungszeit“ erinnern noch heute zahlreiche Wappen im Stadtgebiet von Lorch, doch dessen faktisches Ende war bereits am 1. Juli 1920, denn an diesem Tag „konnten die zuständigen Staats- und Gerichtsbehörden wieder die Verwaltung der Gemeinden des ‚Flaschenhalses‘ übernehmen“.:S. 109
Im Zuge der Ruhrbesetzung war in den Jahren 1923/24 das gesamte Gebiet des Flaschenhalses bis hoch an eine Grenzlinie zwischen Limburg und Bad Camberg von den französischen Truppen besetzt worden. Wer den Besatzungstruppen unangenehm auffiel oder sich deren Anweisungen widersetzte, wurde ins unbesetzte Hinterland ausgewiesen, darunter auch der Bürgermeister von Lorch, Edmund Pnischeck, und andere Verwaltungsangehörige. „Am 15. November 1924, 12 Uhr nachts, war der ‚Flaschenhals‘ geräumt und auch der Bürgermeister konnte als letzter der Ausgewiesenen wieder den Dienst aufnehmen.“:S. 121

„Damit war der ‚Flaschenhals‘ jedoch nicht aufgelöst. Der Gebietsstreifen bestand - zumindest auf der Landkarte - weiter, weil die Brückenköpfe bis 1929 (Koblenz) und 1930 (Mainz) besetzt blieben. Erst mit dem 30. Juni 1930 hörte der ‚Flaschenhals‘ - der ab Ende 1924 allerdings ein relativ unscheinbares und ungefährdetes Dasein geführt hatte - wirklich zu bestehen auf, denn an diesem Tag endete jegliche Besatzung im Deutschen Reich.“

In Lorch waren während der NS-Diktatur 31 ausländische Zwangsarbeiter („Ostarbeiter“) untergebracht, die zur Arbeit im örtlichen Degussa-Werk gezwungen wurden; im März 1945 wurden für einige Tage bis zu 1.100 Zwangsarbeiter zum Ausheben von Panzergräben eingesetzt.
Anfang der 1960er Jahre hielt die Bundeswehr mit ihrem Flugabwehrregiment 5 Einzug. Für Soldaten und deren Familien entstand die Siedlung Ranselberg. Die im Wispertal gelegene Rheingau-Kaserne war ein bedeutender Wirtschaftsfaktor für die Stadt, da viele Einwohner in der Kaserne, der zugehörigen Standortverwaltung, im Munitions-, Geräte- und Sanitätsdepot arbeiteten. Im Zuge der Bundeswehrreform wurde die Kaserne 1993 geschlossen. Am Standort verblieben nur das unterirdische Gerätehauptdepot Lorch-Wispertal und das ebenfalls unterirdische Sanitätshauptdepot Lorch-Rheingau. Im November 2003 gab die Bundeswehr bekannt, den Standort Lorch komplett aufzugeben. Am 31. Dezember 2007 wurde das Sanitätshauptdepot aufgelöst, die Sanitätskompanie Mitte 2008 und am 31. Dezember 2008 schloss das Gerätehauptdepot.

### Hessische Gebietsreform
Im Zuge der Gebietsreform in Hessen fusionierten am 1. Oktober 1971 die bis dahin selbständige Gemeinde Lorchhausen und die Stadt Lorch auf freiwilliger Basis zur erweiterten Stadt Lorch. Am 1. Januar 1977 folgten die Eingemeindungen der Gemeinden Espenschied, Ransel und Wollmerschied kraft Landesgesetz, zugleich wurden der Rheingaukreis, zu dem Lorch gehörte, und der Untertaunuskreis zum Rheingau-Taunus-Kreis zusammengeschlossen. Für alle nach Lorch eingegliederten Gemeinden sowie für die Kernstadt wurden Ortsbezirke mit Ortsbeirat und Ortsvorsteher nach der Hessischen Gemeindeordnung gebildet.

## Bevölkerung

### Einwohnerstruktur 2011
Nach den Erhebungen des Zensus 2011 lebten am Stichtag, dem 9. Mai 2011, in Lorch 3806 Einwohner. Darunter waren 338 (8,9 %) Ausländer, von denen 118 aus dem EU-Ausland, 177 aus anderen europäischen Ländern und 43 aus anderen Staaten kamen. (Bis zum Jahr 2020 erhöhte sich die Ausländerquote auf 19,9 %.) Nach dem Lebensalter waren 597 Einwohner unter 18 Jahren, 1432 zwischen 18 und 49, 883 zwischen 50 und 64 und 893 Einwohner waren älter. Die Einwohner lebten in 1744 Haushalten. Davon waren 525 Singlehaushalte, 507 Paare ohne Kinder und 532 Paare mit Kindern, sowie 150 Alleinerziehende und 30 Wohngemeinschaften. In 399 Haushalten lebten ausschließlich Senioren und in 1072 Haushaltungen lebten keine Senioren.

### Einwohnerentwicklung
| • 1525: | 244 Herdstellen (mit Lorchhausen)          |
| • 1700: | 154 Bürger und Beisassen (mit Lorchhausen) |

| Lorch: Einwohnerzahlen von 1820 bis 2020 | Lorch: Einwohnerzahlen von 1820 bis 2020 | Lorch: Einwohnerzahlen von 1820 bis 2020 | Lorch: Einwohnerzahlen von 1820 bis 2020 | Lorch: Einwohnerzahlen von 1820 bis 2020 |
| --- | ---------------------------------------- | ---------------------------------------- | ---------------------------------------- | ---------------------------------------- |
| Jahr |                                          |                                          |                                          | Einwohner                                |
| 1820 | 1820                                     |                                          | 1.646                                    | 1.646                                    |
| 1834 | 1834                                     |                                          | 1.815                                    | 1.815                                    |
| 1840 | 1840                                     |                                          | 1.874                                    | 1.874                                    |
| 1846 | 1846                                     |                                          | 1.893                                    | 1.893                                    |
| 1852 | 1852                                     |                                          | 1.910                                    | 1.910                                    |
| 1858 | 1858                                     |                                          | 1.873                                    | 1.873                                    |
| 1864 | 1864                                     |                                          | 1.933                                    | 1.933                                    |
| 1871 | 1871                                     |                                          | 1.886                                    | 1.886                                    |
| 1875 | 1875                                     |                                          | 1.973                                    | 1.973                                    |
| 1885 | 1885                                     |                                          | 2.152                                    | 2.152                                    |
| 1895 | 1895                                     |                                          | 2.150                                    | 2.150                                    |
| 1905 | 1905                                     |                                          | 2.269                                    | 2.269                                    |
| 1910 | 1910                                     |                                          | 2.218                                    | 2.218                                    |
| 1925 | 1925                                     |                                          | 2.407                                    | 2.407                                    |
| 1939 | 1939                                     |                                          | 2.511                                    | 2.511                                    |
| 1946 | 1946                                     |                                          | 2.939                                    | 2.939                                    |
| 1950 | 1950                                     |                                          | 3.054                                    | 3.054                                    |
| 1956 | 1956                                     |                                          | 2.916                                    | 2.916                                    |
| 1961 | 1961                                     |                                          | 2.811                                    | 2.811                                    |
| 1967 | 1967                                     |                                          | 3.566                                    | 3.566                                    |
| 1970 | 1970                                     |                                          | 3.501                                    | 3.501                                    |
| 1973 | 1973                                     |                                          | 4.870                                    | 4.870                                    |
| 1975 | 1975                                     |                                          | 4.784                                    | 4.784                                    |
| 1980 | 1980                                     |                                          | 4.647                                    | 4.647                                    |
| 1985 | 1985                                     |                                          | 4.511                                    | 4.511                                    |
| 1990 | 1990                                     |                                          | 4.641                                    | 4.641                                    |
| 1995 | 1995                                     |                                          | 4.658                                    | 4.658                                    |
| 2000 | 2000                                     |                                          | 4.298                                    | 4.298                                    |
| 2005 | 2005                                     |                                          | 4.167                                    | 4.167                                    |
| 2010 | 2010                                     |                                          | 3.818                                    | 3.818                                    |
| 2011 | 2011                                     |                                          | 3.806                                    | 3.806                                    |
| 2015 | 2015                                     |                                          | 4.056                                    | 4.056                                    |
| 2020 | 2020                                     |                                          | 3.744                                    | 3.744                                    |
| Datenquelle: Historisches Gemeindeverzeichnis für Hessen: Die Bevölkerung der Gemeinden 1834 bis 1967. Wiesbaden: Hessisches Statistisches Landesamt, 1968. Weitere Quellen: LAGIS; Hessisches Statistisches Informationssystem; Zensus 2011 Nach 1970 einschließlich der im Zuge der Gebietsreform in Hessen eingegliederten Orte. |                                          |                                          |                                          |                                          |

### Religion
Lorch ist überwiegend katholisch geprägt und hat eine katholische Kirche. Die evangelische Gemeinde versammelt sich seit 1908 in einem Kirchsaal im Wohnhaus Oberweg 4. Gläubige anderer Religionen sind nur minimal vorhanden.
Historische Religionszugehörigkeit
| • 1885: | 109 evangelische (= 5,05 %), 2039 katholische (= 94,75 %), vier anderes christliche-konfessionelle (= 0,19 %) Einwohner |
| • 1961: | 255 evangelische (= 9,07 %), 2544 katholische (= 90,50 %) Einwohner                                                     |
| • 1987: | 684 evangelische (= 12,2 %), 3566 katholische (= 79,3 %), 249 sonstige (= 5,5 %) Einwohner                              |
| • 2011: | 570 evangelische (= 15,0 %), 2454 katholische (= 64,5 %), 782 sonstige (= 20,5 %) Einwohner                             |

## Politik

### Stadtverordnetenversammlung
Die Kommunalwahl am 14. März 2021 lieferte folgendes Ergebnis, in Vergleich gesetzt zu früheren Kommunalwahlen:
| Sitzverteilung in der Stadtverordnetenversammlung 2021Insgesamt 19 Sitze - SPD: 3 - LiLo: 8 - FWG: 4 - CDU: 4 | Parteien und Wählergemeinschaften | Parteien und Wählergemeinschaften           | 2021  | 2021  | 2016  | 2016  | 2011  | 2011  | 2006  | 2006  | 2001  | 2001  |
| Sitzverteilung in der Stadtverordnetenversammlung 2021Insgesamt 19 Sitze - SPD: 3 - LiLo: 8 - FWG: 4 - CDU: 4 | Parteien und Wählergemeinschaften | Parteien und Wählergemeinschaften           | %     | Sitze | %     | Sitze | %     | Sitze | %     | Sitze | %     | Sitze |
| Sitzverteilung in der Stadtverordnetenversammlung 2021Insgesamt 19 Sitze - SPD: 3 - LiLo: 8 - FWG: 4 - CDU: 4 | LiLo                              | Liste Lorch                                 | 39,8  | 8     | –     | –     | –     | –     | –     | –     | –     | –     |
| Sitzverteilung in der Stadtverordnetenversammlung 2021Insgesamt 19 Sitze - SPD: 3 - LiLo: 8 - FWG: 4 - CDU: 4 | FWG                               | Freie Wählergemeinschaft                    | 23,3  | 4     | 28,6  | 5     | 22,9  | 4     | 21,7  | 4     | 14,2  | 3     |
| Sitzverteilung in der Stadtverordnetenversammlung 2021Insgesamt 19 Sitze - SPD: 3 - LiLo: 8 - FWG: 4 - CDU: 4 | CDU                               | Christlich Demokratische Union Deutschlands | 21,8  | 4     | 41,3  | 8     | 40,4  | 8     | 45,6  | 9     | 49,1  | 11    |
| Sitzverteilung in der Stadtverordnetenversammlung 2021Insgesamt 19 Sitze - SPD: 3 - LiLo: 8 - FWG: 4 - CDU: 4 | SPD                               | Sozialdemokratische Partei Deutschlands     | 15,1  | 3     | 30,1  | 6     | 26,2  | 5     | 25,2  | 5     | 29,2  | 7     |
| Sitzverteilung in der Stadtverordnetenversammlung 2021Insgesamt 19 Sitze - SPD: 3 - LiLo: 8 - FWG: 4 - CDU: 4 | Grüne                             | Bündnis 90/Die Grünen                       | –     | –     | –     | –     | 10,5  | 2     | 7,5   | 1     | 7,5   | 2     |
| Sitzverteilung in der Stadtverordnetenversammlung 2021Insgesamt 19 Sitze - SPD: 3 - LiLo: 8 - FWG: 4 - CDU: 4 | Gesamt                            | Gesamt                                      | 100,0 | 19    | 100,0 | 19    | 100,0 | 19    | 100,0 | 19    | 100,0 | 23    |
| Sitzverteilung in der Stadtverordnetenversammlung 2021Insgesamt 19 Sitze - SPD: 3 - LiLo: 8 - FWG: 4 - CDU: 4 | Wahlbeteiligung in %              | Wahlbeteiligung in %                        | 60,7  | 60,7  | 57,3  | 57,3  | 54,7  | 54,7  | 55,0  | 55,0  | 60,6  | 60,6  |

### Bürgermeister
Nach der hessischen Kommunalverfassung wird der Bürgermeister für eine sechsjährige Amtszeit gewählt, seit dem Jahr 1993 in einer Direktwahl, und ist Vorsitzender des Magistrats, dem in der Stadt Lorch neben dem Bürgermeister ehrenamtlich ein Erster Stadtrat und fünf weitere Stadträte angehören. Bürgermeister ist seit dem 1. Februar 2020 der parteiunabhängige Ivo Reßler. Er setzte sich am 16. Juni 2019 in einer Stichwahl gegen den Amtsinhaber Jürgen Helbing (CDU), der sich um eine dritte Amtszeit beworben hatte, bei 63,6 Prozent Wahlbeteiligung mit 51,2 Prozent der Stimmen durch.
Amtszeiten der Bürgermeister
- 2020–2026 Ivo Reßler[24]
- 2008–2020 Jürgen Helbing (CDU)[25]
- 1990–2008 Günter Retzmann (SPD)
- 1984–1990 Alexander Schneider (CDU)
- 1972–1984 Wolfgang Muno (CDU)
- 1948–1971 Karl Hofmann (CDU)[28]
- 1946–1948 Josef Diel
- 1921–1945 Edmund Pnischeck (Zentrum)
- 1913–1921 Ferdinand Travers
- 1903–1913 Maximilian Freiherr von Scheibler[29]
- 1891–1903 Jakob Schulte
- 1877–1891 Friedrich Altenkirch
- 1868–1877 Franz Carl Dahlen
- 1862–1868 Jakob Germersheimer
- 1848–1862 Thomas Travers
- 1846–1848 P. Meister
- 1815–1846 Thomas Germersheimer
- 1809–1815 Lorenz Altenkirch
- 1781–1809 J. M. Travers
- 1768–1779 Peter Happ
- 1735–1761 J. J. Molitor
- 1733–1734 Johannes Peter Zipf
- 1726–1733 Hilarius Walter
- 1687–1725 Johann Gottfried Perabo
- 1685–1687 Wilhelm Oliger
- 1645–1685 Balthes Schmitt
- 1640–1645 Johann Schnocks
- 1634–1640 Adam Heil
- 1631–1634 Paulus Pistorius
- 1623–1624 Johann Rapenecker
- 1606–1620 Elias Buschkink
- 1582–1606 Jakob Sauth
- 1574–1582 Johannes Dreis
- 1560–1574 Daniel Kogler
- 1556 Johann von Stockheim
- 1544 Friedrich von Stockheim
- 1532 Friedrich Schlüchterer
- 1518 Friedrich von Stockheim
- 1517 Diether Hilchen
- 1507 Wilhelm Jud
- 1485 Johann Hilchen
- 1477 Heinrich von Bergen
- 1476 Heinrich von Staffel
- 1468 Frederich Hilchen
- 1466 Heinrich von Staffel
- 1461 Frederich Hilchen
- 1460 Junker Werner Broich
- 1458 Ritter Philip Hilchen
- 1448 Ritter Philip Hilchen
- 1445 Clais von Scharpenstein
- 1443 Ritter Philip Hilchen
- 1441 Gerlach von Breitbach
- 1404 Johann Saneck von Waldeck
- 1401 Friedreich Gawer von Waldeck
- 1368 Johann Saneck von Waldeck
- 1363 Ritter Johann Herwin
- 1353 Jakob von Ebernsheim
- 1337 Johann Marschall von Waldeck und Ritter Heinrich von Glimendal
- 1319 Johann Marschall von Waldeck
- 1316 Hermann Helkin
- 1298 Johann von Waldeck
- 1284 Hugo Helkin
- 1254 Ritter Petrus
- 1167 Ritter Hugo

### Wappen
| Das 1973 abgelöste Stadtwappen von Lorch | Das 1973 eingeführte Stadtwappen von Lorch |

Bis 1973 zeigte das Lorcher Wappen den Mantel teilenden St. Martin mit Bettler vor silbernem Hintergrund im unteren Viertel das Mainzer Rad auf rotem Grund.
1973 wurde es durch ein gemeinsam gestaltetes Wappen des Ortes Lorchhausen und der Stadt Lorch im Zuge des freiwilligen Zusammenschlusses abgelöst und am 28. Februar 1973 vom Hessischen Minister des Innern mit folgender Blasonierung genehmigt:
Schild im Verhältnis 2:1 gespalten: Vorn in Rot zwei silberne Räder übereinander, getrennt durch einen waagerechten goldenen Balken; hinten in Silber ein rotes Schwert.
Im neuen Wappen steht das Schwert für die durchstochene St. Bonifatius-Bibel des ehemaligen Lorchhäuser Wappens, aber auch für den mantelteilenden St. Martin aus dem alten Lorcher Wappen. Das Mainzer Rad symbolisiert die seit Jahrhunderten bestehende Zugehörigkeit zum Kurfürstentum Mainz, für das Land Hessen stehen die Farben rot und weiß.

### Städtepartnerschaften
Städtepartnerschaften gibt es mit folgenden Städten:
- Ligugé, Frankreich, seit 1976
- Saint-Benoît, Frankreich, seit 1976

Weinpatenstadt:
- Gütersloh, Nordrhein-Westfalen
- Langenfeld (Rheinland), Nordrhein-Westfalen

## Kultur und Sehenswürdigkeiten

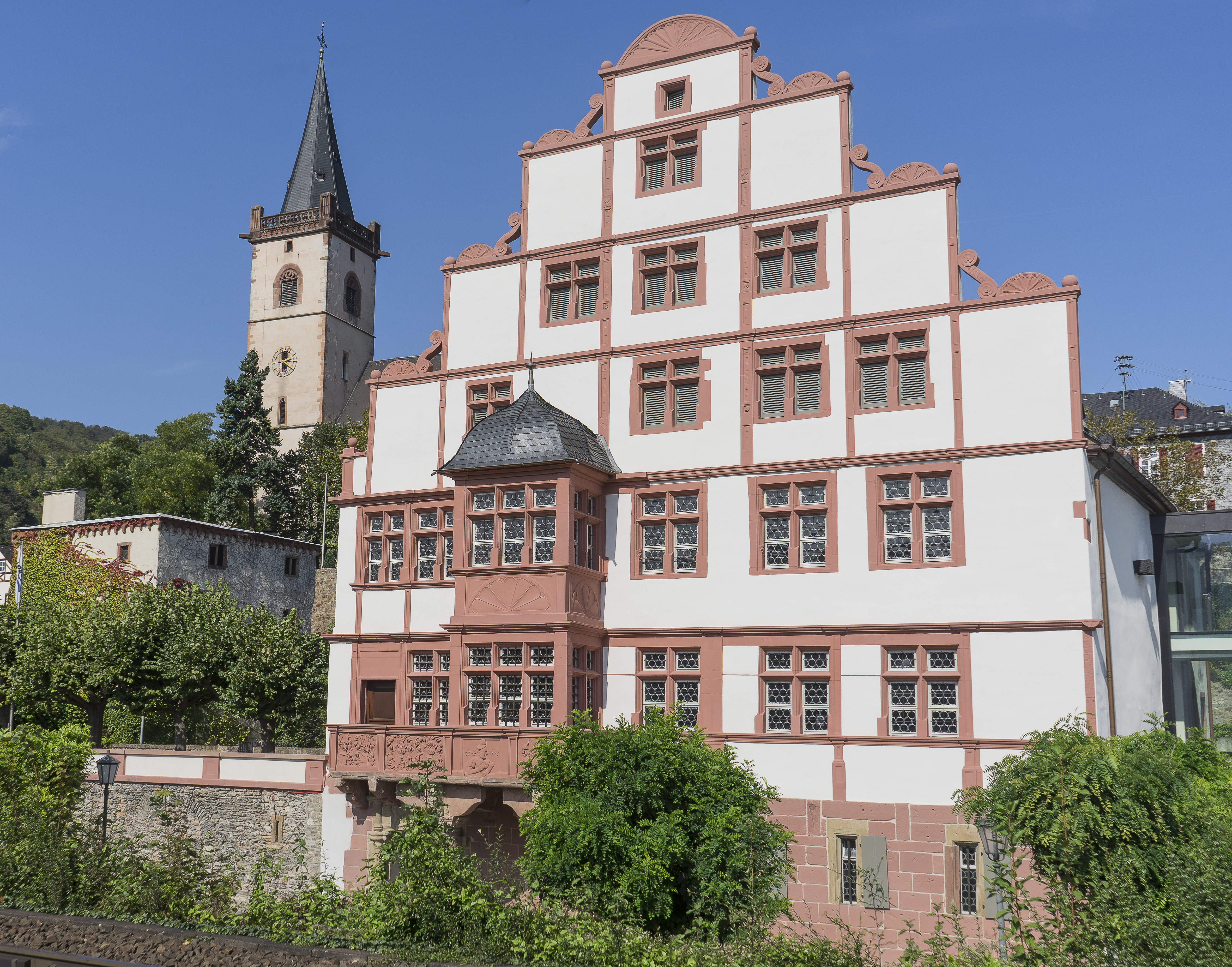
Hilchenhaus

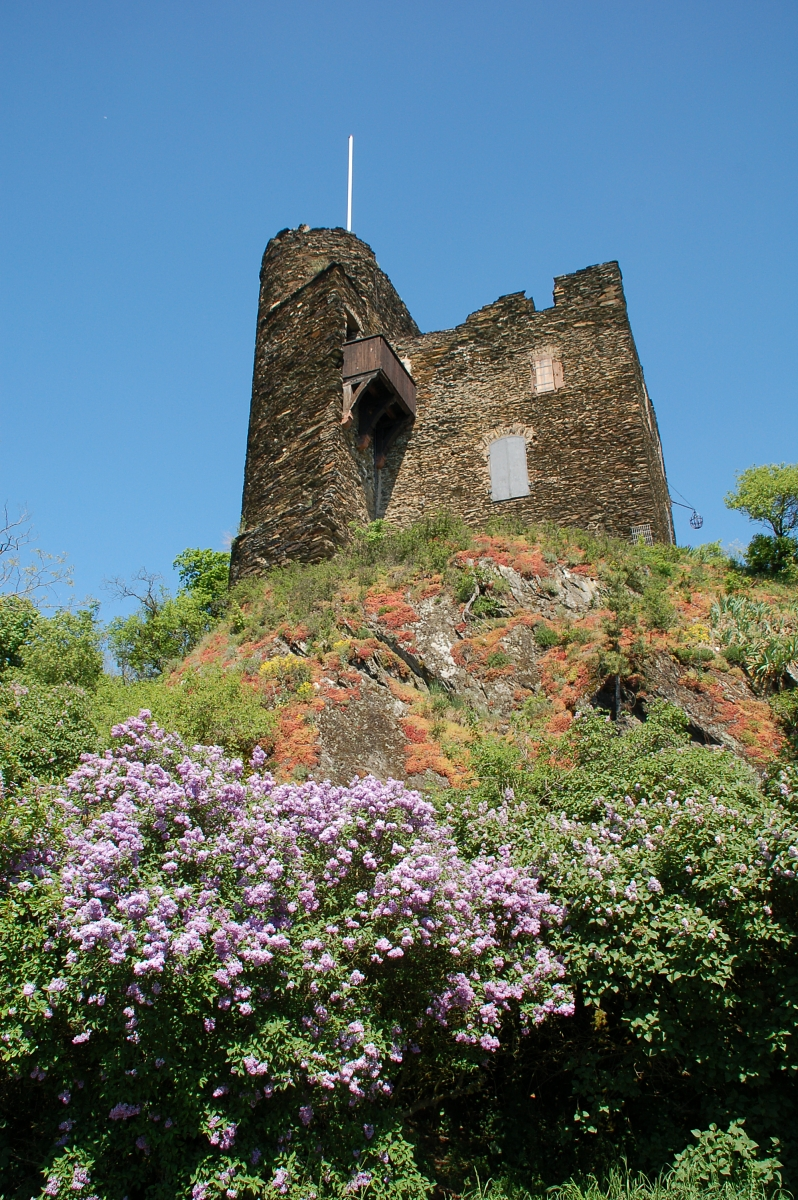
Ruine Nollig

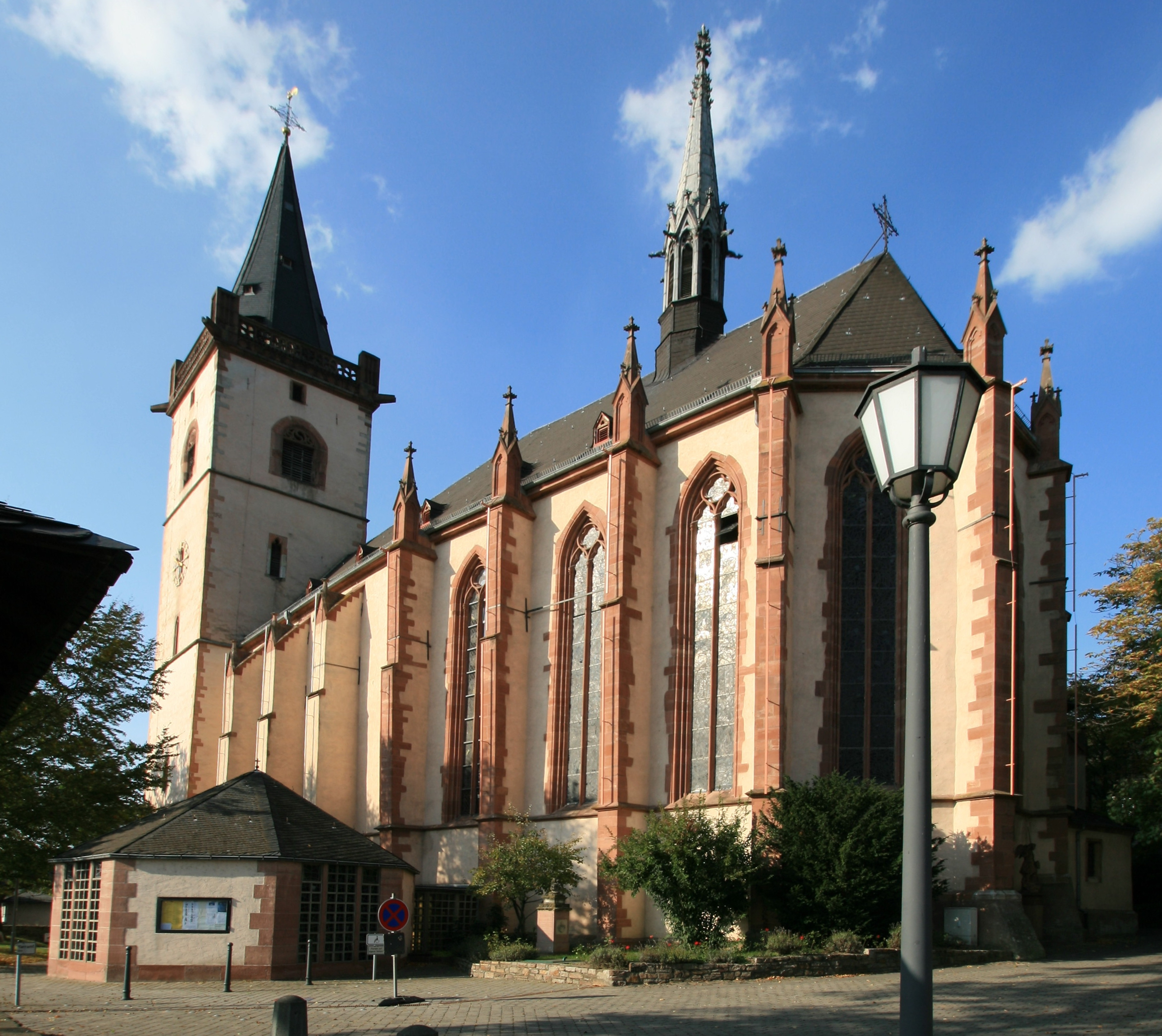
Kath. Pfarrkirche

### Museen
Das Robert-Struppmann-Museum ist das Kunst- und Heimatmuseum der Stadt. Es beherbergt wertvolle Schnitzereien, Dokumente, Plastiken und sakrale Gegenstände, unter anderem den in Holz geschnitzten Kopf des enthaupteten Johannes des Täufers aus dem 12. Jahrhundert und die thronende Madonna mit Jesuskind und Traube aus dem frühen 14. Jahrhundert. Das Museum ist von Ostern bis Ende Oktober jedes Wochenende nachmittags von 14 bis 17 Uhr geöffnet. Zugleich dient es als Informationszentrum für Touristen und bietet neben kostenlosen Info-Broschüren auch Bücher über Lorcher Geschichte und lokalen Weinbau.

### Bauwerke
- Das Hilchenhaus, Wohnhaus des Rheingauer Geschlechtes der Hilchen von Lorch, aus der Mitte des 16. Jahrhunderts, ist als „schönster Renaissancebau am Mittelrhein“ bekannt. Wegen eines gescheiterten Hotelbaus, bei dem das Haus zum Teil eingerissen wurde, war es lange Zeit eine Bauruine. Deren Instandsetzung war Anfang 2014 abgeschlossen. Das Hilchenhaus beherbergt nun die Lorcher Touristinformation mit einer Vinothek im 2. Stock, einen Veranstaltungsraum (Rittersaal) im 1. Stock und einen Gastronomiebetrieb im Erdgeschoss.
- Ruine Nollig, ein Rest der ehemaligen Stadtbefestigung auf einem Felsrücken über der Stadt.
- Strunk: Ein alter Befestigungsturm von 1527, der auch als Gefängnis diente. Heute befindet sich darin ein Hochzeitszimmer.
- Leprosenhaus mit Rundturm: In diesem im Mittelalter noch außerhalb der Stadt liegenden Haus versorgte man die Leprakranken.
- Hexenturm: Ein Gefängnis, in dem vom Mittelalter bis noch ins 18. Jahrhundert neben Verbrechern auch „Hexen“ einsaßen.
- Kreuzkapelle: Die im unteren Wispertal gelegene Kapelle ist 1486 erstmals urkundlich erwähnt. Sie ist als letzte von ehemals neun Lorcher Kapellen heute noch erhalten. Der Legende nach verdankt sie ihre Entstehung dem Gelübde eines Ritters aus dem Geschlecht Boos von Waldeck.[31] Die Kapelle wurde am 26. Juli 1677 von Weihbischof Adolph Gottfried Volusius eingeweiht. Nach einer Erweiterung 1738 erhielt sie nach einer Restaurierung 1826 ihre heutige Gestalt. 1897 wurde ein Kreuzweg angelegt,[32] der 1971 zerstört und 1983 von einer neuen Gestaltung durch den Bildhauer Anton Haust (Presberg) ersetzt wurde.[33]
- Kath. Pfarrkirche St. Martin: Über den Resten der teils erhaltenen spätromanischen Basilika im 14. Jahrhundert errichteter gotischer katholischer Kirchenbau mit gotischem Hochaltar (1483)
- Lorcher Hochaltar: Der wertvolle Flügelaltar befindet sich in der Pfarrkirche St. Martin, es ist der größte monochrome Schnitzaltar der Vor-Riemenschneider-Zeit, er gilt als das wertvollste Kunstwerk im Bistum Limburg.[34]

### Regelmäßige Veranstaltungen
- Großveranstaltung Tal total jährlich am letzten Sonntag im Juni. Dabei werden die rechtsrheinische Bundesstraße 42 zwischen Rüdesheim und Koblenz und die linksrheinische Bundesstraße 9 zwischen Bingen und Koblenz von 9 bis 19 Uhr für den Autoverkehr gesperrt und sind frei für Radfahrer und Skater. Die Veranstaltung Tal total ist inzwischen ausgesetzt und soll durch ein neues Veranstaltungsformat ersetzt werden.
- Hilchenfest jährlich am dritten Wochenende im Juli
- Lorcher Kulturtage seit 1991 jährlich Ende September/Anfang Oktober; Theater, Konzerte, Ausstellungen.
- Weihnachtsmarkt jährlich am Samstag vor dem ersten Advent.
- Rheingau Musik Festival Konzert in St. Martin, meist ein Orgelkonzert im Juli, jährlich seit 1988
- Tropen Tango in Wollmerschied, am ersten Augustwochenende.

## Wirtschaft und Infrastruktur

### Wirtschaft und ansässige Unternehmen
In Lorch sind der Weinbau und der Tourismus bedeutend. Es bestehen zudem zahlreiche Dienstleistungs- und Handwerksbetriebe. Aufgrund der Schließungen des Sanitätshauptdepots Lorch-Rheingau sowie des Gerätedepots gingen etwa 280 zivile Arbeitsplätze verloren. Auf dem ehemaligen Bundeswehrgelände wurde ein Gewerbepark geschaffen, wodurch eine Ansiedlung von zahlreichen Unternehmen realisiert werden konnte. Die Arbeitsplatzverluste konnten bisher durch diese Maßnahmen teilweise kompensiert werden. Größere Unternehmen vor Ort sind die Schwank Spedition GmbH und der Verpackungshersteller Schlaadt Plastics GmbH.
Im Jahr 2019 bestanden in Lorch am Rhein 784 sozialversicherungspflichtige Arbeitsplätze.

### Verkehr
Lorch liegt an der B 42 Koblenz–Wiesbaden und der weitgehend parallel verlaufenden Bahnstrecke. Die Entfernung nach Wiesbaden zum Autobahnanschluss der B 42 an die A 66 Richtung Frankfurt beträgt etwa 40 Kilometer. Eine Anbindung an das Autobahnkreuz Mainz–Anschluss A 61/A 60 Köln/Koblenz/Ludwigshafen besteht über die Wiesbaden-Schiersteiner Rheinbrücke und die Rheinfähren Lorch und Kaub an den Auffahrten Laudert und Rheinböllen (etwa 15 km).
Die Stadt ist über die rechte Rheinstrecke dem Rhein-Main-Verkehrsverbund angeschlossen.
Zusätzlich gibt es die ORN-Buslinie Wiesbaden-Lorchhausen.
Der Rheinsteig, der neue Fernwanderweg von Wiesbaden nach Bonn über die Festung Ehrenbreitstein bei Koblenz führt über die Rheinhöhe von Lorch.
Die Deutsche Bundesbahn stellte am Bahnhof Lorch (Rh) zum 1. November 1992 den personenbedienten Fahrkartenverkauf ein, da ein MOFA-Fahrkartenautomat sowie im Ort eine freie Verkaufsagentur zur Verfügung stand.

### Wanderwege
- Der Rheinsteig, der rechtsrheinische Wanderweg von Wiesbaden nach Bonn, läuft auf der Rheinhöhe.
- Der im Jahr 2000 eingerichtete Rheingauer Gebück-Wanderweg hat in Lorch seinen Endpunkt.
- Der Wispertalsteig ist ein 15 km langer Premium – Rundweg zwischen dem Luftkurort Espenschied (Lorch) und der Wisper. Der Weg gehört - wie auch die nachfolgend genannten sechs Wanderwege - zu den neuen Wispertrails-Wanderwegen.
- Der Wispertaunussteig beginnt am Rheinufer-Parkplatz und führt von dort in einer ersten Tagesetappe durch den Wisper-Taunus nach Espenschied (22 km) von dort geht die zweite Etappe weiter nach Kemel (21,2 km) zum Quellgebiet der Wisper.
- Der 9,5 km lange Rundwanderweg In-Vino-Veritas beginnt ebenfalls am Rheinufer-Parkplatz und führt durch romantische Weinbergslandschaft und Waldpassagen in der Übergangszone von Wisper- und Rheintal.
- Der 9,3 km lange sehr beliebte Rundwanderweg Rhein-Wisper-Glück mit Ausblicken beginnt eigentlich in Lorchhausen, da es hier aber keine ausreichenden Parkmöglichkeiten gibt, sollte man, falls man nicht mit dem Zug anreist, sein Auto am Lorcher Rheinufer-Parkplatz abstellen und von dort der Ausschilderung folgen.
- Der 10,6 km lange Rundweg Ranseler-Höhenrausch führt um die Ranseler Feldgemarkung durch zwei Seitentäler der Wisper, das Dolsit- und das Ranselbachtal.
- Um Wollmerschied verläuft der 7,9 km lange Rundwanderweg Wollmerschieder-Grenzweg, er führt, unter anderem, entlang der historischen Grenze von Kurmainz, die auch heute noch als Landesgrenze zwischen Hessen und Rheinlandpfalz besteht.
- 8 weitere Lorcher Rundwanderwege mit einer Streckenlänge von 4,2 km bis 18,2 km sind um Lorch und Lorchhausen herum ausgeschildert, eine kostenlose Faltkarte dazu gibt es in der Tourist Info
- Ein informativer Geologische Rundwanderweg mit einer Streckenlänge von 1,2 km beginnt am Lorcher Friedhof.

### Weinbau
Der Weinbau in Lorch wird innerhalb des Weinanbaugebietes Rheingau unter der Großlage Burgweg geführt. Die Einzellagen reihen sich von Lorchhausen Richtung Assmannshausen rheinaufwärts wie folgt aneinander:
- Schlossberg (53 Hektar): diese Lage erstreckt sich von der Gemarkungsgrenze Lorch - Lorchhausen über die Wispermündung bis zur Bobebdeller Kadrich und beinhaltet folgende Flurstücke mit den alten Lagenbezeichnungen: Niederflur, Hegeberg, Im Kirchspiel, Über der Bach, Nollig, Bocksberg, Wispergrund, Bettelpfad, Hohl, Weiselberg, Hirtenfloß, Nackarsch, Leinenfeld, Bockedell, Zimmerslay, Lehren, Kapellen, Eisersgrub, Wetzgeslay, Kohlfeld, Bobendell, Kübel.
- Kapellenberg (58 Hektar): diese Lage erstreckt sich von der Bobendeller Kadrich bis zum Bächergrund und beinhaltet folgende Flurstücke mit den alten Lagenbezeichnungen: Kopfstück, Spelzgrub, Sesselberg, Kohlfeld, Sand, Bremchen, Motzepfad, Geiterstal, Mantelsweg, Hospöhl, Kantelweg, Becherech, Hamborn, Mantel.
- Krone (13 Hektar): diese Lage erstreckt sich vom Bächergrund bis zur Hostkadrich und beinhaltet folgende Flurstücke den alten Lagenbezeichnungen: Krone, Sonneberg, Geisberg, Schandpahl.
- Pfaffenwies (35 Hektar): diese Lage erstreckt sich von der Hostkadrich bis zur Bodengruber Kadrich und beinhaltet folgende Flurstücke mit den alten Lagenbezeichnungen: Angstfels, Heiligland, Röder, Pfaffenwies.
- Bodental-Steinberg (23 Hektar): diese Lage erstreckt sich von der Bodengruber Kadrich über das Bodental bis zur Gemarkungsgrenze ca. 150 m vor der Speisbachmündung und beinhaltet folgende Flurstücke mit den alten Lagenbezeichnungen: Bodegrund (Bodegrub), Untere Lehn, Obere Lehn, Steinberg, Bodental, Auf der Platt, Unterer Presenteberg, Presenteberg, Oberer Presenteberg, Unterer Mickeberg, Oberer Mickeberg, Vollmer, Honigberg, Pannestiel.

Als Rebsorte dominiert der Riesling, aber auch der Spätburgunder hat einen immer größeren Anteil. Aus den Weinen werden auch Edelbrände und Sekt produziert.
Die Reben wachsen in Steillagen, auf steinigen, wärmespeichernden schiefer- und quarzithaltigen Böden. Die große Wasserfläche des Rheins trägt dabei zum Temperaturausgleich bei und wirkt gleichzeitig als Reflektor, der das Sonnenlicht auf die Weinberge lenkt und damit verstärkt.

### Bildung
- Wisperschule (Grundschule)

## Persönlichkeiten
Die Adelsgeschlechter der Stadt nannten sich „von Lorch“. Ihr bedeutendster Vertreter war Johann (III.) Hilchen von Lorch (1484–1548), Ritter und kaiserlicher Feldmarschall.

### Söhne und Töchter der Stadt
- Abt Richwin († 1471), Richwin stammte aus einer Lorcher Bürgerfamilie, studierte in Heidelberg und war von 1456 bis 1471 der 29. Abt von Kloster Eberbach[38]
- Johann Philipp Bohn (1597–1658), Jurist, Kanzler und Reichshofrat
- Heinrich Wilhelm Dahlen (1853–1904), Ökonomierat, Publizist und Generalsekretär des Deutschen Weinbauvereins
- Hermann Klein (1906–1994), Präsident der Bundesbahndirektion Mainz
- Hans Otto Jung (1920–2009), Unternehmer, Jazzmusiker, Mäzen
- Gerhard Schwenzer (* 1938), von 1983 bis 2005 katholischer Bischof von Oslo
- Arno Schilson (1945–2005), katholischer Theologe
- Ivo Zell, Gewinner von Jugend forscht und Gewinner des Gordon E. Moore Award bei der Intel International Science and Engineering Fair 2017 mit einem Nurflügel-Flugzeugs[39]

### Weitere Persönlichkeiten, die mit der Stadt in Verbindung stehen
- Friedrich von Stockheim (1462–1528), Oberschultheiß der Stadt 1505 bis 1521
- Peter Paul Nahm (1901–1981), Politiker (CDU) und Staatssekretär
- Professor August Weckbecker (1888–1939), Bildhauer und Maler
- Paul Dahlen (1881–1954), Maler und Grafiker, Sohn des Heinrich Wilhelm Dahlen (1853–1904)Paul Dahlen In: www.artnet.de, abgerufen im Dezember 2020.
- Albert Büttner (1900–1967), Apostolischer Protonotar war von 1925 bis 1932 zunächst als Kaplan, später als Pfarradministrator in Lorch tätig. Er war Präses des Lorcher katholischen Gesellenvereins und somit maßgeblich verantwortlich für den Bau des Kolpinghauses (heute Bürgerhaus). Er war zeit seines Lebens mit Lorch verbunden und fand auch hier seine letzte Ruhestätte. Nach Ablauf der Ruhefrist wurde sein Grabstein als Gedenkstein vom Friedhof neben die Kirche versetzt.[40]
- Holger Weinert (* 29. Oktober 1951 in West-Berlin), deutscher Journalist und Fernsehmoderator
- Karl Wach (* 1878 Höchst am Main + 1952 Düsseldorf), Prof. Dipl.-Ing., Architekt und Hochschullehrer. Wach war verheiratet mit Alma Eichwede deren Familie im Wispertal reich begütert war. Er baute in Lorch ein Sägewerk und eine Keramikmanufaktur.